# Thelma Leeds
Thelma Leeds (de soltera Goodman; 18 de diciembre de 1910 – 27 de mayo de 2006) fue una actriz estadounidense.

## Vida y carrera

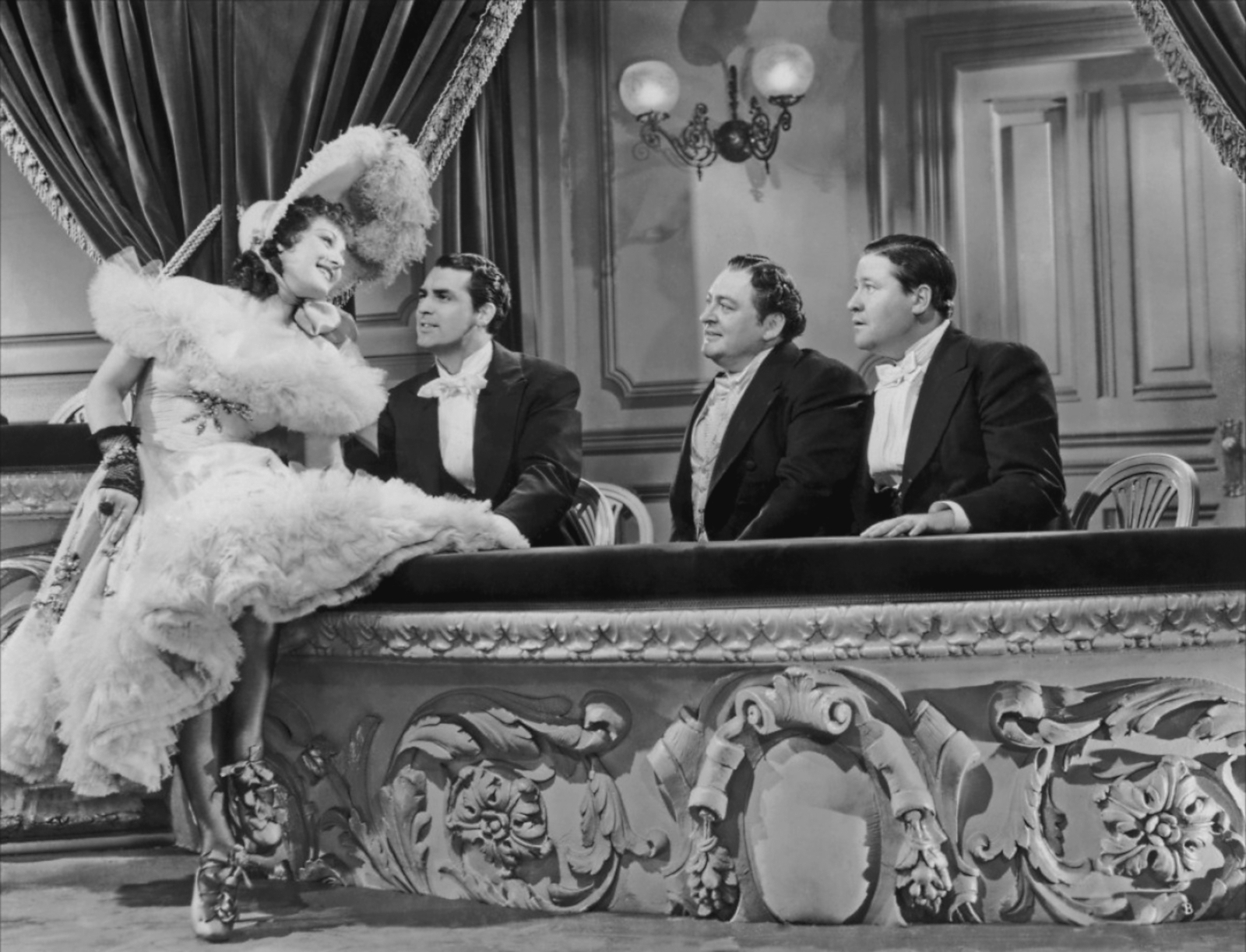
Leeds y Cary Grant en The Toast of New York, 1937

Leeds nació como Thelma Goodman en la ciudad de Nueva York, de Katie y Joseph Goodman, inmigrantes judíos rusos. Fue la madre de los actores/directores Albert Brooks, Bob Einstein ("Super Dave Osborne" en televisión), y Clifford Einstein, presidente del Dailey & Associates Advertising en West Hollywood, California y presidente del Museo de Arte Contemporáneo de Los Ángeles. A principios de la década de 1930, Leeds cantaba ópera ligera en la radio. También actuaba en los clubes nocturnos de la ciudad de Nueva York como Thelma Goodman, su nombre de nacimiento. Una noche a mediados de la década de 1930, un cazatalentos de RKO atrapó su acto de club nocturno. El estudio la firmó un contrato y le dio el nombre de Thelma Leeds. Tuvo un papel no acreditado en el musical de 1936 de Fred Astaire/Ginger Rogers Follow the Fleet. Más tarde tuvo papeles secundarios en The Toast of New York (1937) y New Faces of 1937.
Conoció a su esposo Harry "Parkyakarkus" Einstein, un comediante dialecto, mientras filmaba New Faces of 1937. Leeds se retiró del mundo del espectáculo después de casarse con Einstein en 1937. Dos años después de la muerte de Einstein en 1958, se casó con Irving "Bernie" Bernstein; murió en 1983. En 1981, Leeds interpretó a la madre de Brooks en Modern Romance. Según los informes, fue la inspiración para la comedia de Brooks de 1996 Mother, protagonizada por Debbie Reynolds. Clifford Einstein le dijo a Los Angeles Times:
Creo que mamá estaba molesta porque no podía jugar (la madre de Brooks en Mother)... Le encantaba reírse de sí misma y le encantaba la representación de Mother que, aunque no era su historia, ciertamente se basaba libremente en ella: el tipo de madre que ama controlar todo.

## Muerte
Leeds murió en su casa en Beverly Hills, California de causas naturales, a los 95 años. Fue sepultada en el Home of Peace Cemetery.